# 道の駅275つきがた
道の駅275つきがた（みちのえき にいななごうつきがた）は、北海道樺戸郡月形町にある町道皆楽公園線の道の駅である。
国道275号のほど近くに位置する。

## 概要
皆楽公園内の既存の施設である「月形温泉ゆりかご」が、約10億4000万円の工事費を掛けて改修され、北海道内128番目の道の駅としてリニューアルオープンした。
総面積は3万7355平方メートル。

## 歴史
- 1987年（昭和62年） - 温泉施設「月形町民保養センター」開業[5]。
- 1988年（昭和63年） - 町民保養センター宿泊施設開業[5]、「月形温泉ホテル」として営業。
- 1992年（平成4年） - 別館「はな工房」開業[5]、宿泊研修施設として使用[6]。
- 1998年（平成10年） - 温泉施設他増築[5]、リニューアルを期に「月形温泉ゆりかご（湯里花郷）」の愛称を制定[7]。
- 2023年（令和5年）
  - 8月 - リニューアル工事着手[8]、宿泊施設旧館解体や24時間トイレなどの増築を実施[6]。
  - 10月 - 温泉施設休館[8]。
- 2024年（令和6年）
  - 8月7日 - 国土交通省より道の駅第61回登録において、「道の駅275つきがた」として登録[1]。
  - 8月26日 - 8月28日 - 町民向けにプレオープン[8]。
  - 9月1日 - 開駅[1][2][3]。

## 施設
- 温泉施設 - 鉄筋2階建て、延べ面積1248平方メートル[4]
- 宿泊施設[4]
- レストラン - 30席[4]
- キャンプ場[4]
- 駐車場 - 乗用車154台、大型車20台[4]

## 周辺
車で40分以内の場所にある観光スポット
- 旧樺戸集治監
- 円山公園
- 北海道グリーンランド
- いわみざわ公園
- 道民の森 月形地区
- 宮島沼
- 岩見沢萩の山市民スキー場
- 美唄国設スキー場
- 国道12号 - 日本最長直線区間